# Amastus chimaera
Amastus chimaera là một loài bướm đêm thuộc phân họ Arctiinae, họ Erebidae.